# Niittysaari (ö i Norra Savolax, Kuopio, lat 62,97, long 27,58)
Niittysaari är en ö i Finland. Den ligger i Kallavesi (norra delen) och i norra delen av sjön Kallavesi och i  kommunen Siilinjärvi i den ekonomiska regionen  Kuopio ekonomiska region  och landskapet Norra Savolax, i den centrala delen av landet, 300 km norr om huvudstaden Helsingfors. Öns area är 4,5 hektar och dess största längd är 0,6 kilometer i sydöst-nordvästlig riktning.